# Burmoniscus tanabensis
Burmoniscus tanabensis är en kräftdjursart som beskrevs av Nunomura 2003C. Burmoniscus tanabensis ingår i släktet Burmoniscus och familjen Philosciidae. Inga underarter finns listade i Catalogue of Life.